# Amelia (roman)
Pour les articles homonymes, voir Amelia.
Amelia est un roman d’amour rédigé par Henry Fielding et publié en décembre 1751. C’est le quatrième et dernier roman de Fielding, dont l’unique édition a été tirée à 5 000 exemplaires. Il raconte l’histoire d’Amelia et du capitaine William Booth après leur mariage. Il fait plusieurs allusions à la littérature classique britannique et se concentre sur les thèmes du mariage ainsi que sur l’intelligence féminine. Bien que le roman ait reçu des éloges de plusieurs romanciers et critiques littéraires, il a également reçu des critiques des concurrents de Fielding, probablement à cause de la guerre de mots (en) que celui-ci avait lancée et entretenue.